# Лайза Мортон
Лайза Мортон (англ. Lisa Morton) — американська сценаристка та письменниця у жанрі жахів.

## Біографія
Народилася 11 грудня 1958 року у Пасадені, Каліфорнія, США. Почала свою діяльність у кіноіндустрії 1979 року, ставши створювачем моделей для кінострічки «Зоряний шлях: Фільм». 1988 року разом із Томом Берменом, спеціалістом мейк-ап ефектів, стала співавторкою фільму «Життя на краю», який згодом отримав назву  «Знайомтесь: Пустоголові»; також Лайза займала посаду виконавчого продюсера цього фільму та навіть зіграла у сцені «Шльондра на краю», яку, однак, вирізали з остаточної версії кінострічки. Ба більше, на Лондонському одеонському кінофестивалі фільм став лауреатом премії «Гран-прі» та ввійшов до 12 фільмів, які представили на кінофестивалі Авор'я.
Мортон стала співавторкою таких фільмів: «Пригоди у місті динозаврів», «Штормове попередження», «Криваві ангели». Як авторка анімаційних робіт, написала такі мультсеріали: «Небесні танцівниці», «Наїздники драконів». Працювала сценаристкою, режисеркою та продюсеркою у декількох театральних трупах Південної Каліфорнії.
У 1990-х почала публікувати свою коротку прозу в жанрі жахів. 2006 року оповідання «Випробуваний» (англ. Tested) принесло письменниці премію Брема Стокера. 2009 року Мортон стала редакторкою антології «Опівнічна прогулянка» (англ. Midnight Walk). Цього ж року вийшла її перша повість «Світлі сни» (англ. The Lucid Dreaming), яка вдруге принесла авторці премію Брема Стокера. 2010 року світ побачив перший роман письменниці — «Замок Лос Анджелеса» (англ. The Castle of Los Angeles), а 2011 року другий — «Монстри з Л. А.» (англ. The Monsters of L.A.).
Також пише твори у жанрі нехудожньої літератури, серед яких: «Об'їзний шлях Севедж: Життя та творчість Енн Севедж» (англ. Savage Detours: The Life and Work of Ann Savage), «Кінотеатр Цуй Гарка» (англ. The Cinema of Tsui Hark), «Гелловінська енциклопедія» (англ. The Halloween Encyclopedia) та «Гелловінська антологія: літературні та історичні праці протягом сторіч» (англ. A Hallowe'en Anthology: Literary and Historical Writings Over the Centuries), яка здобула премію Брема Стокера та була номінована на премію «Чорне перо» (англ. Black Quill Award).
Корінна мешканка Каліфорнії. Нині проживає у Лос Анджелесі.